# Магнолия буроватая
Магно́лия, или мике́лия, бурова́тая (лат. Magnólia fígo) — вид цветковых растений, входящий в род Магнолия (Magnolia) семейства Магнолиевые (Magnoliaceae). Включён в секцию Микелия (Michelia) подрода Yulania.

## Распространение и использование
Родина магнолии буроватой — юго-восточный Китай. Вероятно, культурного происхождения. Широко выращивается по всему южному Китаю и на полуострове Малакка.
Цветки магнолии используются в парфюмерии и для придания своеобразного вкуса чаю.

## Ботаническое описание

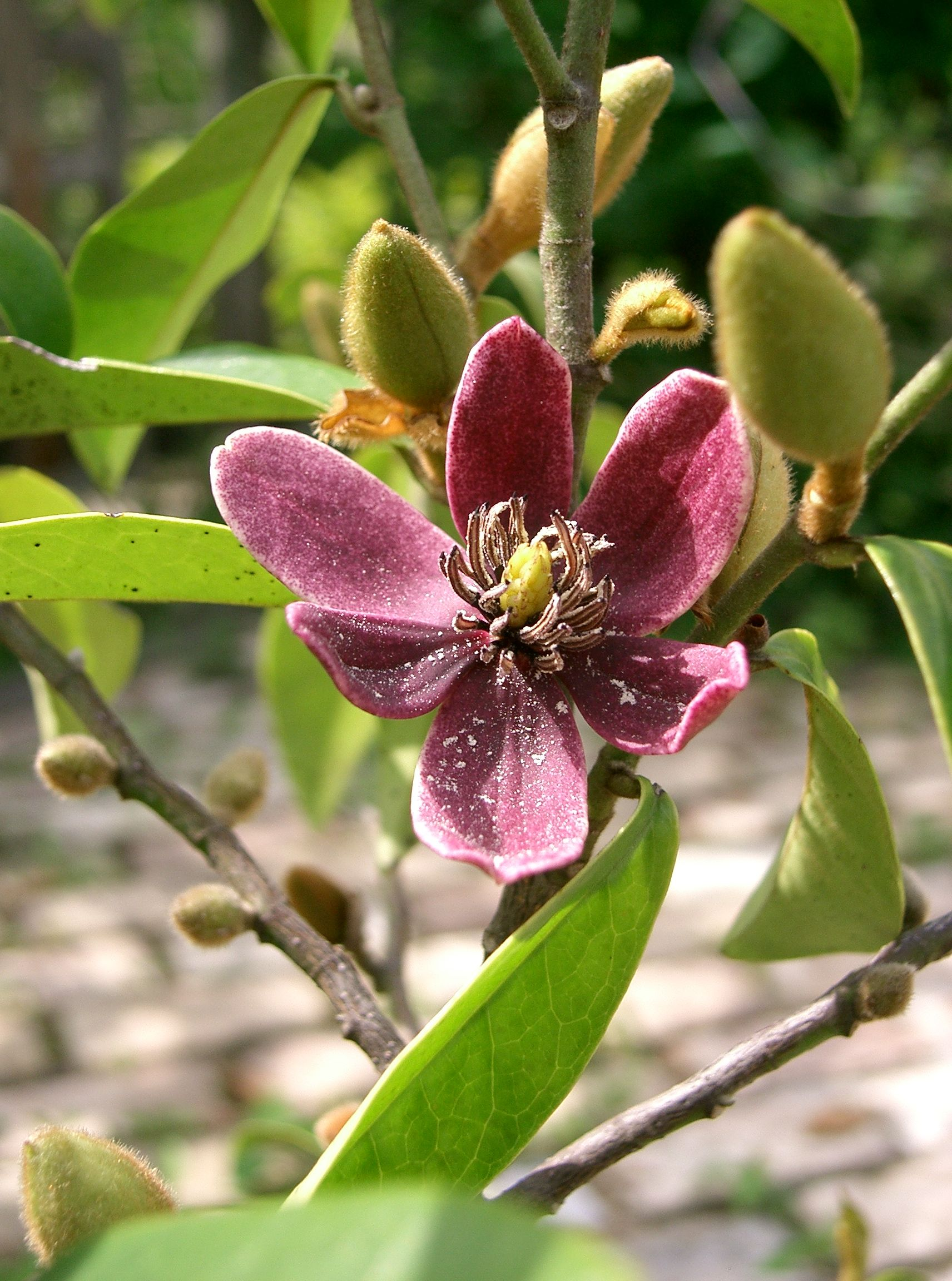

Магнолия буроватая — крупный вечнозелёный кустарник, реже небольшое дерево до 6 м высотой. Кора серо-коричневая. Молодые ветки и почки буроопушённые.
Листья продолговатые, обратнояйцевидные или узкоэллиптические, тупозаострённые, цельнокрайние, с клиновидным основанием, гладкие, кожистые, длиной 4—10 см, шириной 1,8—4,5 см, сверху голые, тёмно-зелёные, снизу голые, по центральной жилке буроопушённые. Черешки длиной 0,2—0,4 см, иногда вовсе отсутствующие. Цветки верхушечные, до 3 см в диаметре, ароматные. Листочки околоцветника в количестве 6, светло-жёлтого цвета или кремовые, часто с фиолетово-коричневым оттенком, особенно по краю. Тычинки 7—8 мм длиной. Плоды длиной 2—3,5 см. Плодики яйцевидные или шаровидные.
Цветение наблюдается с марта по май, плодоношение — с июля по август.
Листья содержат алкалоиды магнолин и магноламин.

## Таксономия
|  |                                      |  |                                                             |                                                             |                       |  | ещё 5 семейств (согласно Системе APG II) | ещё 5 семейств (согласно Системе APG II) |                              |  |  |  | род Манглиетия      | род Манглиетия         |  |  |
|  |                                      |  |                                                             |                                                             |                       |  | ещё 5 семейств (согласно Системе APG II) | ещё 5 семейств (согласно Системе APG II) |                              |  |  |  | род Манглиетия      | род Манглиетия         |  |  |
|  |                                      |  |                                                             | порядок Магнолиецветные                                     |                       |  |                                          |                                          | подсемейство Магнолиевые     |  |  |  |                     | вид Магнолия буроватая |  |  |
|  |                                      |  |                                                             | порядок Магнолиецветные                                     |                       |  |                                          |                                          | подсемейство Магнолиевые     |  |  |  |                     | вид Магнолия буроватая |  |  |
|  | отдел Цветковые, или Покрытосеменные |  |                                                             |                                                             | семейство Магнолиевые |  |                                          |                                          | род Магнолия                 |  |  |  |                     |                        |  |  |
|  | отдел Цветковые, или Покрытосеменные |  |                                                             |                                                             |                       |  |                                          |                                          |                              |  |  |  |                     |                        |  |  |
|  |                                      |  | ещё 44 порядка цветковых растений (согласно Системе APG II) | ещё 44 порядка цветковых растений (согласно Системе APG II) |                       |  |                                          | подсемейство Liriodendroidae             | подсемейство Liriodendroidae |  |  |  | ещё более 200 видов |                        |  |  |
|  |                                      |  |                                                             | ещё 44 порядка цветковых растений (согласно Системе APG II) |                       |  |                                          |                                          | подсемейство Liriodendroidae |  |  |  |                     |                        |  |  |

### Синонимы
- Liriodendron figo Lour., 1790basionym
- Liriopsis fuscata (Andrews) Spach, 1836
- Magnolia annonifolia Salisb., 1806
- Magnolia fasciata Vent., 1803
- Magnolia fuscata Andrews, 1802
- Magnolia meleagrioides DC., 1817
- Magnolia parviflora Blume, 1825
- Magnolia parvifolia DC., 1817
- Magnolia versicolor Salisb., 1806
- Michelia figo (Lour.) Spreng., 1825
- Michelia fuscata (Andrews) Blume, 1829
- Michelia parviflora Deless., 1821, nom. illeg.
- Michelia parvifolia (DC.) B.D.Jacks., 1892
- Sampacca parviflora (Blume) Kuntze, 1891